# Acanthopagrus latus
Acanthopagrus latus е вид лъчеперка от семейство Sparidae.

## Разпространение и местообитание
Видът е разпространен във Виетнам, Китай, Провинции в КНР, Тайван, Хонконг, Южна Корея и Япония.
Среща се на дълбочина около 0,9 m.

## Описание
На дължина достигат до 35,2 cm, а теглото им е максимум 1500 g.